# Moritz Karl von Lynar
Moritz Karl von Lynar (właściwie: Moritz Karl, hrabia zu Lynar) (ur. 14 lutego 1702 w Lübbenau/Spreewald, zm. 24 kwietnia 1768 w Dreźnie) – saski dyplomata.
W 1733 roku został saskim posłem w Petersburgu. W jego misji towarzyszył mu Johann Georg von Ponickau (1708-1775).
Jego ojcem był hrabia Friedrich Casimir von Lynar (1673-1716), a matką Eva Elisabeth von Windisch-Graetz (1672-1745), córka hrabiego Adama von Windisch-Graetz. Moritz Karl był ich trzecim potomkiem, przejął majątek rodzinny, ponieważ jego starszy brat Friedrich Casimir zmarł w 1705 roku.
17 listopada roku 1728 Maritz Karl poślubił Henriette von Flemming (1709-1730), której ojcem był hrabia Joachim Friedrich von Flemming (1665–1740), saski generał i gubernator Lipska.                                  